# Mala iglica
Mala iglica (lat. Geranium pusillum)  je zeljasta jednogodišnja biljka iz roda Geranium.
Porijeklom je iz Europe, ali je introduciran u gotovo svaku regiju SAD-a i Kanade.

## Vanjske poveznice
- Jepson Manual Treatment
- Photo gallery